# Среднобанатски окръг
Среднобанатски окръг (на сръбски: Srednjebanatski okrug или Средњебанатски округ; на хърватски: Srednjebanatski okrug; на унгарски: Közép Bánsági Körzet; на словашки: Sredobanátsky okres; на румънски: Districtul Banatul de Central; на русински: Стредобанатски окрух) е разположен в североизточната част на Сърбия, в историческата област Банат, Автономна област Войводина.
Окръгът има население от 208 456 жители.

## Административно деление
Среднобанатският окръг е съставен от 5 общини:
- Град Зренянин
- Община Нови Бечей
- Община Нова Църня
- Община Житище
- Община Сечан

## Население
Според последното преброяване на населението в Среднобанатски окръг живеят 208 456 души от следните етнически групи:
- сърби – 150 794 (72,33%)
- унгарци – 27 842 (13,35%)
- цигани – 5682 (2,72%)
- румънци – 5156 (2,47%)
- югославяни – 3759 (1,8%)
- словаци – 2495 (1,19%)